# Terme dell'Indirizzo
Le Terme dell'Indirizzo, insieme alle Terme della Rotonda, alle Terme Achilliane, alle Terme di Piazza Dante e alle Terme di Sant'Antonio (note anche come Bagni Sapuppo), sono uno dei tanti complessi termali romani della città di Catania. Situate in piazza Currò a poca distanza dalla Cattedrale e da Castello Ursino, esse risalgono probabilmente alla tarda età imperiale (III-V secolo d.C.), e sono spesso indicate come uno dei bagni romani meglio preservati in Europa.

## Origine del nome

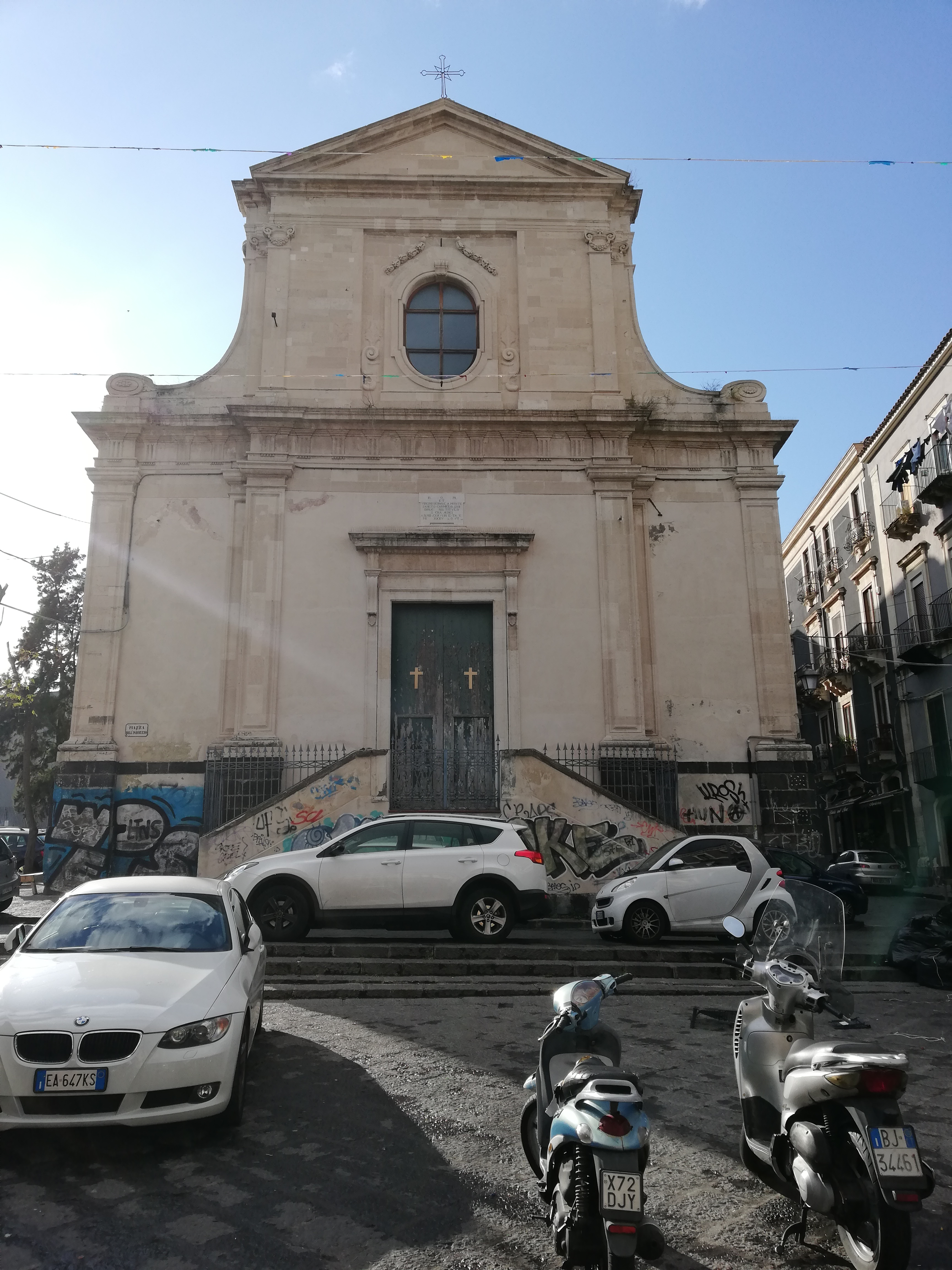
Chiesa di Santa Maria dell'Indirizzo, Catania

Le Terme dell'Indirizzo prendono il nome dalla vicina chiesa di Santa Maria dell'Indirizzo e dall'annesso convento dell'Ordine dei Carmelitani dell'Antica Osservanza, oggi Istituto Comprensivo "Amerigo Vespucci". Chiesa e convento, a loro volta, devono il loro nome ad una nota leggenda secondo la quale, nel 1610, Don Pedro Téllez-Girón, duca di Osuna e Viceré di Sicilia, sarebbe riuscito a scampare ad una terribile tempesta grazie all'apparizione di una luce che l'avrebbe guidato verso un approdo sicuro.

## Storia
Gli archeologi sono concordi nell’affermare che le Terme dell’Indirizzo vadano datate alla tarda età imperiale (III-V secolo d.C.). Adiacente al porto e situata in un quartiere a forte vocazione commerciale, la struttura potrebbe essere stata utilizzata in epoca medievale come bottega. All’inizio del XVII secolo, il terreno su cui insistono le terme fu affidato ai Padri Carmelitani Riformati (o Scalzi), fino a quel momento di stanza nella chiesa di Santa Maria in Mano Santa, nell’attuale zona di Piazza Dante. Fonti dell’epoca identificano erroneamente nella struttura un’ecclesia o “Palazzo di Città”, un luogo pubblico destinato a riunioni e consigli. Inglobati all’interno del monastero carmelitano ed utilizzati inizialmente come magazzino, i ruderi furono studiati nel ‘700 dal Principe di Biscari Ignazio Paternò Castello, che li interpretò correttamente come resti di un impianto termale, e che così ne parla nel suo celebre Viaggio per tutte le antichità di Sicilia:
Seguitando il Viaggiatore ordinatamente il suo giro per la Città, si porterà al Convento de’ PP. Carmelitani sotto il titolo di Monte Santo, volgarmente chiamato dell’Indirizzo. Qui gli sarà mostrato dalla cortesia di quei Religiosi una bellissima stanza ottagona coperta di maestevole cupola, formata di riquadrate pietre tutte d’uguale altezza; in maniera che sembra composta di tante regolari zone.

Questo edifizio è certamente un Laconico, lo che non si potea con certezza affermare fino all’anno 1779., restandone allora la maggior parte sepolta, ed impiegati i siti adjacenti in varj Oratorj per uso di diverse Congregazioni di devote secolari Persone: ma per Regale volontà sloggiate quelle, e sgombrata la terra, porgeranno il piacere al Viaggiatore di osservare il luogo della fornace; il passaggio per andarvi a farne uso; porzione del sotterraneo, che ricevea il calore del fuoco, e come questo da per tutto si comunicava. Quindi passando gradatamente sotto il pavimento delle stanze collaterali, troverà un sito provvisto di tali circostanze, che gli fanno credere un luogo comune, il tutto in buono stato, e conservazione. 
I resti delle terme tornarono ad essere pienamente visibili solo negli anni Trenta del secolo scorso, e furono oggetto di un primo restauro negli anni Ottanta. Ulteriori studi e restauri sono stati condotti tra il 2011 e il 2013. 

## Descrizione
Per quanto di piccole dimensioni, il complesso termale dell’Indirizzo è uno dei meglio conservati dell’intero Impero Romano. Oggi ne rimangono in piedi cinque vani e diversi ambienti secondari. L’ingresso avviene da un ambiente rettangolare normalmente identificato come apodyterium (spogliatoio). Sulla parete settentrionale (entrando sulla destra) si scorge una piccola nicchia che dovette servire da vespasiano. Un’apertura sulla parete ovest conduce ad un secondo ambiente rettangolare, probabilmente un frigidarium. Come l’apodyterium, anche il frigidarium è attraversato da un canale che dovette servire a garantire il deflusso delle acque. A sinistra del frigidarium si trova un ambiente trapezoidale che, al pari dell’annesso vano rettangolare a sud dell'apodyterium, dovette fungere da tepidarium. Le due aperture che collegano l’apodyterium al frigidarium e al secondo tepidarium sono entrambe sormontate da un architrave monolitico in pietra calcarea. Blocchi simili sono stati rinvenuti nella limitrofa via Zappalà Gemelli e fanno parte, probabilmente, dell’antica cinta muraria della città. Dal tepidarium rettangolare, attraverso un’apertura sulla parete meridionale, si accede alla sala principale della struttura, il calidarium. Tale ambiente, a pianta ottagonale, è sormontato da una cupola che sfiora i 10 metri d’altezza. L’illuminazione nel calidarium era assicurata da diverse aperture su due ordini – ma si noti l’assenza di aperture sui lati esposti a settentrione. Attorno al calidarium si aprono tre vasche rettangolari, in una delle quali è ancora possibile osservare le suspensurae che dovettero sorreggere il pavimento. Tra la vasca occidentale ed il tepidarium trapezoidale si trova infine un piccolo vano (laconicum) destinato alla sudorazione.